# Carex limnicola
Carex limnicola är en halvgräsart som beskrevs av Hugo Gross. Carex limnicola ingår i släktet starrar, och familjen halvgräs. Inga underarter finns listade i Catalogue of Life.